# 社会基盤庁 (カナダ)
社会基盤庁（しゃかいきばんちょう、英語・仏語：Infrastructure Canada、略称：INFC）は、カナダ連邦政府内で、カナダの連邦公共基盤・社会インフラストラクチャーに関する行政、規制、業務を司る省庁である。インフラストラクチャー庁とも訳される。
社会基盤の構築と開発は基本的には各州・各準州や基礎自治体レベルの責務とされるが、他の自治体との連携財政計画なども担当している。
社会基盤庁を担当する大臣は幾度となく変遷しており、2024年現在は住宅・インフラ・コミュニティ大臣である。

## 歴史
2002年に社会基盤庁（Office of Infrastructure of Canada (Infrastructure Canada)）が枢密院勅令で連邦省庁のひとつとして設立された。この組織は戦略的な社会基盤構築についてカナダの各州・各準州や基礎自治体を財務支援の合意を促すことが目的である。カナダ戦略社会基盤基金と、ガソリン税基金の2つの連邦法に基づき運営されている。

## 主な組織
社会基盤庁は下記の大臣、組織を管轄している。
- 住宅・インフラ・コミュニティ大臣（英語版）

## 局・公社など
社会基盤庁は下記の5局で運営されている。
- 政策実績局
- 計画運営局
- 企業サービス局
- 監査評価局
- コミュニケーション局

また下記の組織も管轄している。
- ウィンザー・デトロイト橋公社（Windsor–Detroit Bridge Authority）
- ウォーターフロント・トロント公社（Waterfront Toronto）
- ジャック・カルティエ橋公社（Jacques Cartier Bridges Incorporated）
- PPPカナダ公社（PPP Canada、Public-Private Partnerships Canada）